# صخر صواني
 صوَّانة، أو  صخر صُوَّاني، أو  صَوَّان، أو  شِرْت، أو  تِشِرْت، أو  شيرت (بالإنجليزية: Chert)‏، هو صخر رسوبي دقيق الحُبيبات خفي التّبلور، ويتكون من السيليكا، ويكون لونه رمادياً، أو بنياً باهتاً، يوجد في الطّبيعة على شكل عُقد أو درنات مدفونة في الصّخور الجيريّة، وتبرز خارجها عند غمر الحجر الجيري بالماء، يُطلق على صخر الشيرت العديد من الأسماء مثل الصوان (بالإنجليزية: Flint)‏ إذا كان له بريق شمعي، أو اليشب (بالإنجليزية: Jasper) إذا كان لونه أحمر، أو بنياً مائلاً للأصفر الزّاهي، أو بنياً مائلاً للأحمر.